# 天主教党 (比利时)
天主教党（法語：Parti catholique），比利时曾经的一个政党，成立于1869年。 

## 历史
1852年，一个宪政及保守联盟（法語：Union Constitutionnelle et Conservatrice）成立于根特和鲁汶（1854年），并在1858年开始在安特卫普和布鲁塞尔参加选举活动。1864年7月11日，比利时天主教圈子和保守协会成立了保守天主教界人士联合会（法語：Fédération des Cercles catholiques et des Associations conservatrices）。
其中一些天主教界人士在布鲁日也组成了党派，并在1863、1864和1867年在梅赫伦召开罗马天主教会议，讨论天主教徒自由派或宪政。1867年他们决定创建天主教联盟圈子，并成立于1868年10月22日。
夏尔·沃斯特（Charles Woeste）获得比利时商会绝对多数支持，成为党领袖。其后多次成为执政党。
二战结束时，在1945年8月18日至19日天主教党改组成为基督教社会党（PSC-CVP）。

## 著名成员
- 奥古斯特·贝尔纳特（Auguste Beernaert），比利时首相，获1909年诺贝尔和平奖
- 朱尔·德·比尔莱（Jules de Burlet），比利时首相
- 保罗·德斯梅特·德纳耶尔（Paul de Smet de Naeyer），比利时首相
- 朱尔·范登佩勒博姆（Jules Vandenpeereboom），比利时首相
- 朱尔·德特罗（Jules de Trooz），比利时首相
- 古斯塔夫·萨普（Gustaaf Sap）
- 弗兰斯·斯霍拉特（Frans Schollaert），比利时首相
- 夏尔·德·布罗克维尔（Charles de Broqueville），比利时首相
- 热拉尔·科勒曼（Gérard Cooreman），比利时首相
- 亨利·巴尔斯（Henri Baels）